# 테이트땃쥐쥐
테이트땃쥐쥐(Tateomys rhinogradoides)는 쥐과에 속하는 설치류의 일종이다. 인도네시아 술라웨시섬 중부 지역의 라띠모종 산(란테마리오 산)과 토칼라 산, 노킬라라키 산에서 발견된 기록이 있다. 학명과 일반명은 미국 동물학자 테이트(George Henry Hamilton Tate)의 이름에서 유래했다.